# Tabernas (kommunhuvudort)
Tabernas är en kommunhuvudort i Spanien.   Den ligger i provinsen Provincia de Almería och regionen Andalusien, i den södra delen av landet, 400 km söder om huvudstaden Madrid. Tabernas ligger 404 meter över havet och antalet invånare är 3 241.
Terrängen runt Tabernas är huvudsakligen kuperad, men den allra närmaste omgivningen är platt.Runt Tabernas är det tätbefolkat, med 511 invånare per kvadratkilometer. Närmaste större samhälle är Huércal de Almería, 18,8 km söder om Tabernas. Omgivningarna runt Tabernas är i huvudsak ett öppet busklandskap.